# سكوت سوجز
سكوت سوجز (بالإنجليزية: Scott Suggs)‏ مواليد 10 نوفمبر 1989 في واشنطن، هو لاعب كرة سلة أمريكي. بدأ مسيرته الاحترافية في سنة 2013. يلعب مع باسكت مانريسا في الدوري الإسباني لكرة السلة. يحمل الرقم 2. يبلغ طوله 6 قدم 6 بوصة (2.0 م).

## المسيرة الاحترافية
لعب مع إري بايهوكس في موسم 2013–2014، ثم لعب مع إلان شالون في الدوري الفرنسي في موسم 2014–2015، ثم لعب مع باسكت مانريسا في الدوري الإسباني في سنة 2016.

## روابط خارجية
- سكوت سوجز على موقع سبورتس رفرنس (الإنجليزية)
- سكوت سوجز على موقع الدوري الإسباني لكرة السلة (الإسبانية)
- سكوت سوجز على موقع كرة السلة الأوروبية.كوم (الإنجليزية)
- سكوت سوجز على موقع كلية كرة السلة في سبورتس رفرنس.كوم (الإنجليزية)
- سكوت سوجز على موقع ريلجم (الإنجليزية)
- سكوت سوجز على موقع بروبوليرز (الإنجليزية)
- سكوت سوجز على موقع سبورتس رفرنس (الإنجليزية)
- سكوت سوجز على موقع سبورتس رفرنس (الإنجليزية)